# Автоматизована система керування
Автоматизо́вана систе́ма керува́ння (АСК), автоматизована система управління (АСУ), комп'ютерна система управління (КСУ) — автоматизована система, що ґрунтується на комплексному використанні технічних, математичних, інформаційних та організаційних засобів для управління складними технічними й економічними об'єктами. АСК — це сукупність керованого об'єкта й автоматичних вимірювальних та керуючих пристроїв, у якій частину функцій виконує людина (ДСТУ 2941-94).

## Загальна інформація
АСК є системою керування, яка орієнтована на широке й комплексне використання технічних засобів і економіко-математичних методів для розв'язування завдань оптимального керування.
Починаючи з 1963 року в країні створено і функціонує приблизно 2500 АСК різного рівня і проблемної орієнтації, у тому числі 500 АСК підприємств і організацій, 36 міністерств і відомств, 62 територіальних організацій і т. ін. Втім, з розвитком і широкою розповсюдженістю засобів автоматизації ці цифри потребують оновлення.
Створені за тридцятилітню історію впровадження ЕОМ у сферу управлінської діяльності численні АСК різняться призначенням, проблемною орієнтацією, місцем застосування, автоматизованими функціями і т. ін. З метою підвищення ефективності витрат на розвиток діючих систем та проектування нових, усунення паралелізму і дублювання в проведенні наукових досліджень і проектно-конструкторських робіт, створення типових проектних рішень і типових АСК зроблено їх класифікацію.

## Призначення
Призначена для автоматизації процесів збирання та пересилання інформації про об'єкт керування, її перероблення та видавання керівних дій на об'єкт керування (ДСТУ 2226-93); сукупність економіко-математичних методів, технічних засобів (ЕОМ, пристроїв відображення інформації, засобів зв'язку та інші) і організаційної структури, що забезпечують раціональне керування складними об'єктами і процесами.
АСК дає змогу розв'язувати задачі перспективного та оперативного планування виробництва, оперативного розподілу завантаження обладнання, оптимального розподілу обладнання та використання ресурсів і інше. АСК належить до класу людино-машинних систем і складається з функціональної і забезпечувальної частин.

## Функціональна частина
Функціональна частина АСК включає систему моделей планово-економічних і управлінських задач, забезпечувальна частина — інформаційну і технічну бази, математичне забезпечення, економіко-організаційну базу та інше.
Інформаційна база АСК — це розміщена на машинних носіях інформації сукупність всіх масивів даних, необхідних для автоматизації керування об'єктом або процесом.
Технічна база — комплекс технічних засобів збору, передачі, обробки, накопичення і видачі даних, а також пристроїв, що безпосередньо впливають на об'єкти управління. Математичне (програмне) забезпечення АСК поділяється на системне і спеціальне. Перше включає операційні системи (ОС), призначені для управління роботою пристроїв обчислювальних машини, організації черговості виконання обчислених робіт, контролю й управління процесом обробки даних, а також для автоматизації роботи програмістів. За допомогою операційних систем здійснюється також звернення до ЕОМ з віддалених абонентських пунктів.

### Програмне забезпечення
Спеціальне математичне забезпечення включає пакети прикладних програм, що здійснюють організацію й обробку даних з метою реалізації необхідних функцій управління в рамках певних економіко-математичних та організаційних моделей.
Програмне забезпечення АСК (ПЗ) містить сукупність програм на носіях, даних і програмних документів, яка призначена для відлагодження, функціонування й перевірки роботоздатності АСК. До складу ПЗ входять загально-системні і спеціальні програми, а також інструктивно-методичні матеріали щодо застосування програмного забезпечення і персонал, який розробляє його й організує супровід на весь період життєвого циклу АСК. До системного ПЗ належать програми, які розраховані на широкий загал користувачів і призначені для організації обчислювального процесу та розв'язування задач з обробки даних, які зустрічаються найчастіше. Такі програми дають змогу розширювати функціональні можливості ЕОМ, автоматизувати планування черги обчислювальних робіт, контроль і управління процесом обробки даних, а також автоматизувати працю програмістів. Спеціальне ПЗ — це сукупність програм, які розроблюються для конкретної АСК. Воно містить пакети прикладних програм (ППП), які виконують організацію даних і їх обробку при розв'язуванні функціональних задач АСК.

## Типи
Найвищою класифікаційною ознакою АСК є предметна сфера її застосування: економіко-організаційна, технологічна і проектно-конструкторська.
Згідно з цим безліч АСК поділяється на три класи:
- економіко-організаційні (АСКП),
- управління технологічними процесами (АСК ТП),
- проектно-конструкторські (САПР).

Економіко-організаційні АСК містять міжгалузеві АСК (автоматизована система планових розрахунків, автоматизована система фінансових розрахунків, автоматизована система державної статистики, автоматизована інформаційно-пошукова система науково-технічної інформації, автоматизована інформаційно-управляюча система Держкомітету зі стандартів і т. ін.), виробничі АСК (галузеві автоматизовані системи управління, АСК акціонерних товариств і концернів, автоматизовані системи управління підприємствами та організаціями (АСКП)), територіально-адміністративні АСК (територіальні АСК областей, АСК міського господарства, адміністративних районів, територіально-виробничих комплексів).
До складу автоматизованих систем управління виробничими процесами належать системи, які призначені для управління безперервним виробництвом, автоматизованими потоковими лініями, комплексними лініями агрегатів і верстатів, верстатами з числовим програмним управлінням (ЧПУ). Останнім часом верстати з ЧПУ об'єднуються в оброблювані модулі і разом з транспортно-нагромаджувальними системами створюють гнучкі виробничі системи (ГВС).
Системи автоматизованого проектування використовуються для проектування деталей і вузлів машин, елементної бази, виробничого і технологічного проектування.
Нагромаджений досвід упровадження і використання автоматизованих систем довів порівняно високу ефективність багатьох із них. Економічний ефект від експлуатації передових галузевих АСК протягом 1988–1989 рр. становив 10-20 млн крб.
Крім прямого економічного ефекту впровадження галузевих АСК мало великий вплив на зміну характеру діяльності управлінського персоналу міністерств і відомств. У результаті автоматизації процесів інформаційного обслуговування підвищилась інформованість управлінського персоналу.
Досить ефективні інші автоматизовані системи управління (АСКП, АСК ТП, САПР).
Розрізняють також такі типи АСК:
- системи організаційного (або адміністративного) керування (АСОК)
- керування технологічними процесами (АСК ТП).

До АСОК входять автоматизовані системи керування підприємством (АСКП), галузеві автоматизовані системи керування (ГАСК) і спеціалізовані автоматизовані системи керування функціональних органів управління господарством. До останніх належать автоматизовані системи планових розрахунків (АСПР), державної статистики (АСДС), керування матеріально-технічним постачанням (АСК МТП), керування науково-технічним процесом (АСК НТП) та інші. Відомі АСК об'єктів гірничої промисловості, наприклад, збагачувальних фабрик, шахт, кар'єрів, АСК-Нафта, АСК виробничо-господарською діяльністю, АСК-газ, АСК газодобувним підприємством, АСК газотранспортним підприємством, АСК ТП головних споруд, АСК ТП компресорного цеху, АСК ТП компресорної станції, АСК ТП станції підземного зберігання газу, АСК ТП устатковання комплексної підготовки газу, АСК ТП устатковання попередньої обробки газу.